# Chindrini (Berg)
Chindrini  ist ein Bergrücken im Westen der Insel Anjouan im Inselstaat Komoren.

## Geographie
Der Bergkamm ist ein westlicher Ausläufer des Trindrini. Am Hangfuß liegt der Ort Magnassini-Nindri am Fiumara Mro Bouni. Auch der Gnavivi entspringt am Hang des Chindrini.